# Axxis
Axxis är ett hårdrocksband från Tyskland. De släppte sin första skiva 1989 och är aktiva än idag. 
Axxis var hösten och vintern 2007 ute på turnén Hellish Rock med Helloween och Gamma Ray.

## Historia
1988 skrev Axxis kontrakt med EMI Electrola efter att bara skickat in en demo. Debutalbumet kom att heta Kingdom of the Night. och gavs ut 1989. Det sålde genast 100 000 exemplar vilket är skivan till den mest sålda debutskivan av ett tyskt hårdrocksband. Nästa album, AXXIS II, kom 1990. Också detta blev en stor succé och ett år senare kom Access all Areas. Bandets fjärde album, The Big Thrill, utgavs 1993 och blev en stor hit.

## Stil
Bandets musikstil har starka influenser från 70- och 80-talens hårdrocksscen. Ur dessa element har de sedan arbetat fram ett eget sound som tillsammans med Bernhard Weiß personliga sång skapar en stil som angränsar till power metal. En låt som bandet spelar på varje spelning och som de tycker bäst representerar deras stil är låten "Living In A World". Bandet säger också att deras målsättning är att vara ett "Pure Rock n Roll band" (ett äkta Rock n Roll-band).

## Medlemmar
Nuvarande medlemmar
- Bernhard Weiß – sång (1988– ), gitarr (1989– )
- Harry Oellers – keyboard (1990– )
- Rob Schomaker - basgitarr (2004– )
- Dirk Brand – trummor (2012– )
- Matthias Degener – gitarr (2019– )

Tidigare medlemmar
- Werner Kleinhans – basgitarr (1988–1993)
- Richard Michalski – trummor (1988–2003)
- Walter Pietsch – gitarr (1988–1998)
- Markus Gfeller – basgitarr (1994–1998)
- Kuno Niemeyer – basgitarr (1998–2004)
- Guido Wehmeyer – gitarr (1999–2006)
- Andrè Hilgers – trummor (2004–2008)
- Alex Landenburg – trummor (2008–2011)
- Marco Wriedt – gitarr (2007–2015)
- Stefan Weber – gitarr (2015–2019)

## Diskografi

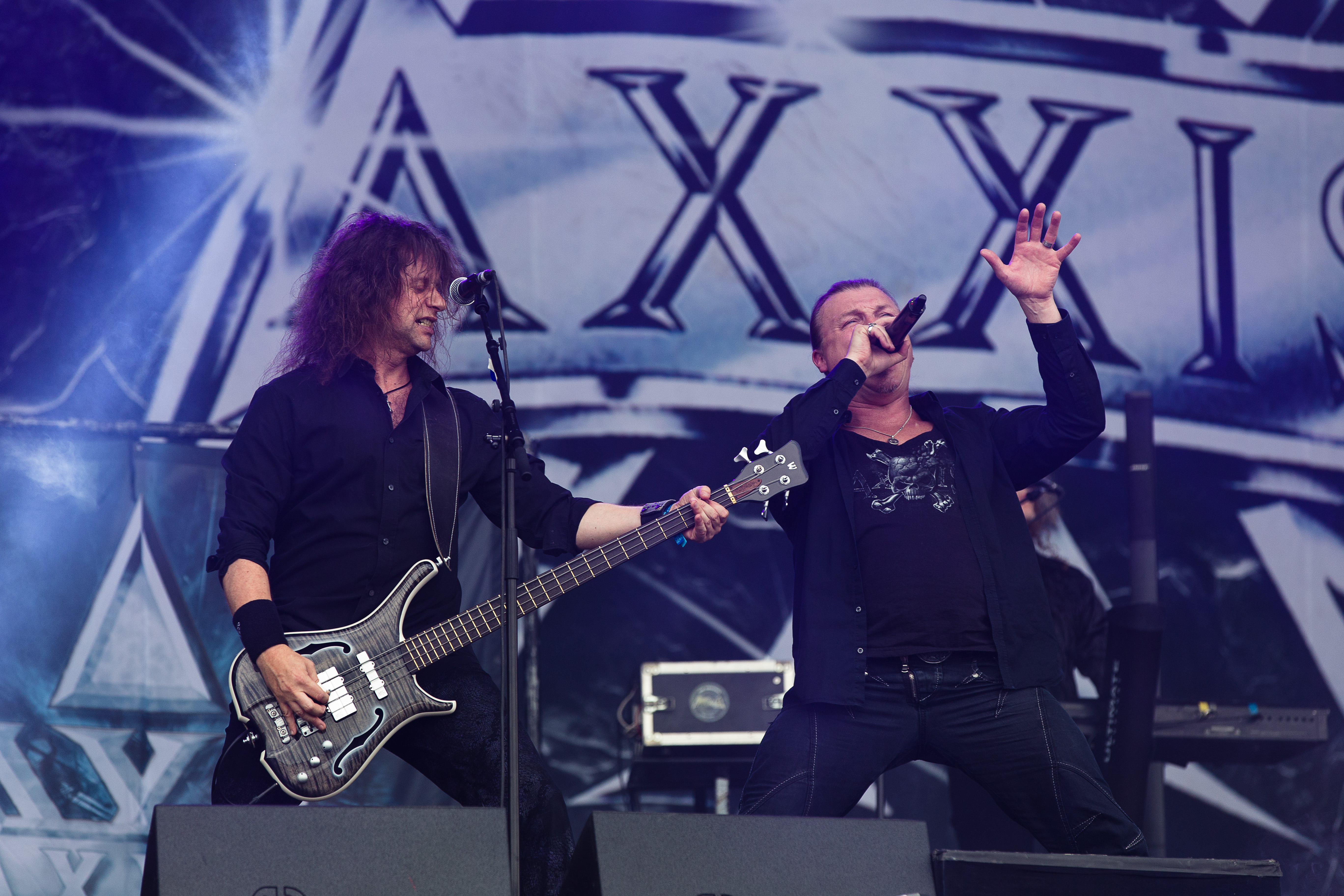
Axxis vid Rockharz 2016.

Studioalbum
- 1989 – Kingdom of the Night
- 1990 – II
- 1993 – The Big Thrill
- 1995 – Matters of Survival
- 1997 – Voodoo Vibes
- 1999 – Pure & Rough
- 2000 – Back to the Kingdom
- 2001 – Eyes of Darkness
- 2004 – Time Machine
- 2006 – Paradise in Flames
- 2007 – Doom of Destiny
- 2009 – Utopia
- 2012 – reDISCOver(ed)
- 2014 – Kingdom of the Night II: Black Edition
- 2014 – Kingdom of the Night II: White Edition
- 2017 – Retrolution
- 2018 – Monster Hero
- 2019 – Best of EMI-Years

Livealbum
- 1991 – Access all Areas

EP
- 1988 – Kingdom of the Night
- 1993 – The Big Thrill

Singlar
- 1989 – "Kingdom of the Night" / "For a Song"
- 1989 – "Living in a World"
- 1989 – "Fire and Ice" / "Just One Night"
- 1989 – "Tears of the Trees" / "Never Say Never"
- 1990 – "Hold You"
- 1990 – "Ships Are Sailing"
- 1990 – "Touch the Rainbow"
- 1991 – "Little Look Back"
- 1991 – "The World Is Looking in Their Eyes"
- 1993 – "Love Doesn't Know Any Distance"
- 1993 – "Stay Don't Leave Me"
- 1995 – "Idolator"
- 1996 – "Sarajevo"

Samlingasalbum
- 1994 – Profile: The Best of Axxis
- 2000 – Collection of Power
- 2002 – Pure & Rough
- 2004 – Platinum Edition (3CD Box)
- 2006 – Best of Ballads & Acoustic Specials
- 2014 – Kingdom of the Night II - Black Edition + White Edition
- 2019 – Best of EMI-Years

Video
- 2011 – 20 Years of Axxis (DVD)
- 2015 – 25 Years of Rock and Power (DVD + 2CD)
- 2019 – Bang Your Head with Axxis (Blu-ray)